# Zoran Perišić
Zoran Perišić (Prokuplje, Sèrbia, 16 de març de 1940) és un inventor i posseïdor de diverses patents sobre Projecció Frontal i cinematografia 3D. Va ser director d'efectes especials i supervisor o consultor en nombroses pel·lícules, entre les quals destaquen Superman, Superman II, Superman III o Batman Returns. Ha guanyat diversos premis pel seu treball en efectes visuals i realització tècnica.

## Invents
L'invent més famós de Zoran Perisic va ser la projecció frontal Zoptic, que crea la il·lusió que el subjecte s'està movent en el fons de l'escena quan en realitat roman a la mateixa distància relativa tan de la pantalla com del equip de projecció frontal. Per obtenir aquest efecte, els objectius del zoom del projector que emeten la imatge de fons i de la càmera, es controlen electrònicament per que funcionin al mateix temps.

## Pel·lícules
Encara que essencialment va destacar pel seu treball en el camp d'efectes especials visuals, Zoran Perisic també va fer els seus primers passos en la direcció cinematogràfica rodant dos llargmetratges entre mitjans de 1980 i 1990.

### Director
- The Phoenix and the Magic Carpet (1995)
- Gunbus (1986)

### Efectes Visuals
- Gunbus (supervisor d'efectes visuals) (1986)
- Oz, un món fantàstic (director de model i consultor del procés d'efectes d'unitat visual) (1985)
- Superman III (consultor de projecció frontal) (1983)
- Superman II (director d'efectes especials: unitat de vol) (1980)
- Superman (Sistema de projecció frontal Zoptic) (1978)
- Les aventures del lladre de Bagdad (Pel·lícula per TV) (Sistema de projecció frontal Zoptic) (1978)
- The Devil's Men (efectes visuals) (1976)
- 2001: Una odissea a l'espai (imatges d'animació – no acreditat) (1968)

## Llibres
Tanmateix, ha publicat una sèrie de llibres, tots sobre el món dels efectes especials visuals en el cinema excepte An Alien Called Freddy, una novel·la d'aventures i ciència-ficció publicada l'any 2012.
- An Alien Called Freddy (2012)
- Visual Effects Cinematography (1999)
- Shooting in animation: techniques of the animation bench (1985)
- Special Optical effects (1980)
- Practical guide to animated films (1979)
- The cartoons: a guide for amateurs (1979)
- The focalguide to shooting animation (1977)
- The Animation Stand (1976)

## Premis i nominacions
Entre els premis rebuts destaquen del tipus tècnic, arribant a ser nominat per l'Oscar al millor efecte visual.
| Resultat  | Premi                                            | Motiu | Any  |
| --------- | ------------------------------------------------ | --- | ---- |
| Guanyador | Premi Científic i d'Enginyeria                   | Pel sistema Zoptic de projecció frontal de doble zoom per a la fotografia d'efectes visuals.                                  | 1988 |
| Nominat   | Oscar als Millors efectes i efectes visuals      | Per la pel·lícula Oz, un món fantàstic (1985). Nominació compartida amb: Will Vinton, Ian Wingrove, Michael Lloyd.            | 1986 |
| Guanyador | Premi d'assoliment tècnic                        | Pel sistema especial d'efectes òptics Zoptic aplicat a fotografia en moviment.                                                | 1980 |
| Guanyador | Premi especial d'assoliment pels efectes visuals | Per la pel·lícula Superman (1978). Guardó compartit amb: Les Bowie, Colin Chilvers, Denys N. Coop, Roy Field, Derek Meddings. | 1979 |

| Resultat  | Premi                | Motiu | Any  |
| --------- | -------------------- | --- | ---- |
| Guanyador | Premi Michael Balcon | Premi a l'equip d'efectes visuals per la pel·lícula Superman (1978). Guardó compartit amb: Les Bowie, Colin Chilvers, Denys N. Coop, Roy Field, Derek Meddings, Wally Veevers. | 1979 |